# Гизларенго
Гизларѐнго (на италиански: Ghislarengo; на пиемонтски: Ghislarengh, Гизларенг) е село и община в Северна Италия, провинция Верчели, регион Пиемонт. Разположено е на 206 m надморска височина. Населението на общината е 905 души (към 2014 г.).